# Шульгин, Виталий Яковлевич
Виталий Яковлевич Шульгин (15 [27] апреля 1822, Калуга — 25 декабря 1878 [6 января 1879], Киев) — русский историк, действительный статский советник.
Отец публициста и политика Василия Витальевича Шульгина.

## Биография
Родился 15 (27) апреля 1822 года в Калуге в семье чиновника Якова Игнатьевича Шульгина. Вскоре семья переехала в Нежин. Ребёнком, по неосторожности няни, был ушиблен настолько сильно, что получил искривление позвоночника. Позднее его отец был переведён из Нежина в Киев.
Первоначальное образование получил в частном пансионе профессора Карпова. В 1833 году поступил в Киевскую 1-ю гимназию, которую окончил с серебряной медалью в 1838 году. В гимназии издавал рукописный журнал, который, по словам одного его товарища, отличался «характером серьезным и содержанием по преимуществу историко-литературным». В 1838 году поступил в Университет Св. Владимира, который окончил по историко-филологическому отделению философского факультета в 1842 году, причём в 1841 году был награждён золотой медалью за сочинение «о рыцарстве».
По окончании университетского курса начал службу в качестве учителя истории в Киевской 2-й гимназии. С 1846 года преподавал историю в Киевском институте благородных девиц, а через три года был назначен на должность инспектора классов института и состоял в ней до 1871 года. Сдав магистерский экзамен в университете Св. Владимира и представив в качестве магистерской диссертации исследование «О состоянии женщин в России до Петра Великого» (Киев, 1850. — 106 с.), 4 августа 1849 года Шульгин единогласно был избран адъюнктом по кафедре всеобщей истории этого университета; через год стал экстраординарным профессором. В течение 13 лет он читал лекции по разным отделам древней, средней и новой истории. В 1850—1859 годах состоял также секретарём историко-филологического факультета, а в 1857 году был вызван в Санкт-Петербург для участия в совещаниях учебного комитета по исправлению изданных, в виде опыта, учебных планов.
И в институте, и в университете Шульгин пользовался огромной популярностью, так как обладал блестящим талантом лектора-художника и проводил либерально-гуманные взгляды. «Аудитория сливалась с лектором, переживала вместе с ним изображаемую историческую эпоху» (слова профессора А. В. Романовича-Словатинского). Хотя Шульгин был избран экстраординарным профессором и занял самостоятельную кафедру, однако так и не получил степени доктора, для чего необходимо было представить докторскую диссертацию. Препятствием этому стали семейные обстоятельства (смерть, в сравнительно короткий промежуток времени, матери, отца, брата и его жены) и усилившиеся мигрени, вследствие чего В. Я. Шульгин оставил университет 25 апреля 1863 года.
Женившись и обретя душевное спокойствие, Шульгин предпринял ряд публичных лекций по новейшей истории, имевших в Киеве большой успех и возбудивших вопрос о его возвращении в университет. Университетский совет решил поднести Шульгину докторский диплом, дававший возможность снова занять профессорскую кафедру, но историко-филологический факультет опротестовал постановление совета, и Шульгин вернул поднесённый ему диплом в министерство. По смерти Кудрявцева Московский университет дважды приглашал Шульгина, но он не хотел расставаться с Киевом. В конце своей профессуры Шульгин положил начало исторической семинарии в Киевском университете.
В июне 1864 года Виталий Яковлевич стал во главе «Киевлянина» и написал монографию «Юго-Западный край в последнее 25-летие» (1838—63). Выбор пал на Шульгина, так как, благодаря его преподавательской и общественной деятельности, его фигура была очень известна в Киеве. Его публичные лекции посещали влиятельные сановники Киева, в том числе и Киевский генерал-губернатор Н. Н. Анненков, который и предложил Шульгину взяться за издание газеты, которая бы финансировалась правительством и выражала бы правительственную линию. Шульгин согласился лишь после того, как была утверждена его программа.
В своей газете Шульгин вначале много отдал сил выяснению крестьянского вопроса, полемизируя с «Вестью». Городовое положение 1870 г. вызвало с его стороны ряд статей по вопросам городского хозяйства. Он писал также о необходимости соединения Киева с Санкт-Петербургом и Одессой железной дорогой.
Был гласным Киевской городской думы, членом совета городского взаимного кредита, участником местных благотворительных обществ.
Кроме диссертации, Шульгин напечатал: «Историческое обозрение учебных заведений в Юго-Западной России с конца XVIII века до открытия университета в Киеве», «Историю университета Святого Владимира за первое 25-летие его существования» («Русское Слово», 1860) и три учебника всеобщей истории: «Курс истории древнего мира» (1856, издание 6-е в 1865), средних веков (1858, 8-е изд., 1881) и новых времен (1862, 7-е изд., 1898). Учебники эти имели для своего времени большое значение: ничего подобного в русской педагогической литературе до тех пор не было. «Как можно менее голых чисел и безличных имен и как можно более живых людей» — в этом Шульгин видел основу исторического преподавания. В его учебниках преимущество дано культурной истории перед внешними событиями. В текст внесены места из разных исторических сочинений, как русских, так и иностранных; книги снабжены библиографическими указателями. Написаны книги языком резким, неспокойным, но колоритно, не без погони за эффектной фразой. Их можно считать родоначальниками современных лучших учебников истории.
Умер 25 декабря 1878 (6 января 1879) года. Похоронен на Байковом кладбище.

## Семья
В середине 1860-х годов женился на Марии Константиновне Поповой (?—1883), она скончалась от чахотки во Франции, не дожив до 40 лет. Их дети:
- Василий (1878—1976), известный публицист, редактор газеты «Киевлянин», член Государственной думы.
- Павла (Павлина) (1865—1945), в замужестве Могилевская, в эмиграции в Белграде[2].
- Двоюродный брат Якова Николаевича Шульгина, историка и педагога, одного из основателей Научного общества имени Т. Шевченко.

## Награды
- Орден Святой Анны 2-й ст. (1854; императорская корона к ордену — 1857);
- Орден Святого Владимира 3-й ст. (1866);
- Орден Святого Станислава 1-й ст. (1870);
- бронзовая медаль «в память войны 1853—1856 гг.»
- Знак отличия беспорочной службы за XV лет.